# Велика Вергунка
Велика Вергунка — селище з населенням близько 6 тисяч мешканців. Є однією з найдавніших частин міста Луганська. Саме ця ділянка Луганська довгий час була центром цілого міського району — Ватутінського. До 1957 року (коли він був поєднаний з Жовтневим) у склад району входили селища: Велика і Мала Вергунки, Вергунський роз'їзд, п. Червоний Яр та с. Веселеньке.

## Історична довідка
«….Именуется шанець Вергункою, (2 рота) церкву у оному створено на честь Святаго славного великомученика і победоносця Георгія; спершу та дотепер та рота сільцем обзаваживаеться, старанням підполковника Шевича. ….»

## Інфраструктура
Центральною вулицею Великої Вергунки є вулиця імені Сєрова, що є головною транспортною артерією селища.
В селище також є:
- Середня загальноосвітня школа № 23 (1-3 ступеню)
- Аптека-філіал КП Луганська «Фармація»
- Відділення поштового зв'язку № 25
- Медична установа (у цій будівлі розташовано відразу кілька установ: аптека, філія дитячої і 5-та доросла поліклініки).

## Транспортне сполучення
Основний транспорт Великої Вергунки — маршрутні таксі. Також у Великій Вергунці є дві станції приміського сполучення «Укрзалізниці» — п. 85 км і п. Веселенька.

## Пам'ятки
- Храм Св.Георгія (Українська православна церква Московського патріархату, Луганська єпархія)[4].